# Maurice Blond
Maurice Blond (wł. Maurycy Blumenkranc) (ur. 1899 w Łodzi, zm. 22 października 1974 w Clamart, Francja) – polski malarz pochodzenia żydowskiego. 
Od dzieciństwa wykazywał zdolności plastyczne, gdy miał dwanaście lat wziął udział w konkursie rysunkowym zorganizowanym w szkole realnej. Jego akwarela została nagrodzona i przesłana na wystawę do muzeum w Kijowie. Po ukończeniu gimnazjum w Łodzi wyjechał do Warszawy, gdzie na Uniwersytecie studiował nauki przyrodnicze i matematykę. Od 1923 rozpoczął studia na wydziale malarstwa w Szkole Sztuk Pięknych, ale przerwał je po roku i wyjechał do Berlina, gdzie poznał Abrahama Mintchine’a i Kostię Tereszkowicza, za namową którego wyemigrował do Francji. Zamieszkał w Cité Falguière, w Paryżu i związał się z grupą malarzy pochodzących z Rosji. Należeli do niej m.in. Michaił Łarionow, Natalia Gonczarowa, Jean Pougny, Pinchus Kremegne i Kostia Terechkovitch. W 1930 został doradcą artystycznym rosyjskojęzycznego magazynu „Tischla” (Czisła) oraz organizatorem wystaw artystycznych. W 1939 wstąpił do armii francuskiej i walczył w okolicach Awinionu, po demobilizacji ukrywał się na prowincji w okolicach Grenoble, od tego okresu zaczął używać pseudonimu Blond. Tworzył pod wpływem postimpresjonizmu i ekspresjonizmu. 
Jego córka Laurel Blond prowadziła w Nowym Jorku międzynarodową agencję artystyczną „The Maurice Blond Agency, Inc”.